# Slančík
Slančík (allemand : Kleinsalzburg ,hongrois : Kisszaláncz) est un village de Slovaquie situé dans la région de Košice.

## Histoire
Première mention écrite du village en 1270.

## Démographie

### Évolution de la population
| Année:               | 1994. | 2004.   | 2014.   | 2024.   |
| -------------------- | ----- | ------- | ------- | ------- |
| Nombre de personnes: | 238   | 222     | 212     | 217     |
| Différence:          |       | -6,72 % | -4,50 % | +2,35 % |

| Année:               | 2023. | 2024.   |
| -------------------- | ----- | ------- |
| Nombre de personnes: | 215   | 217     |
| Différence:          |       | +0,93 % |